# Ivo Kareš
Ivo Kareš (* 26. května 1964, České Budějovice) je český knihovník, ředitel Jihočeské vědecké knihovny v Českých Budějovicích, učitel, fotograf.

## Život

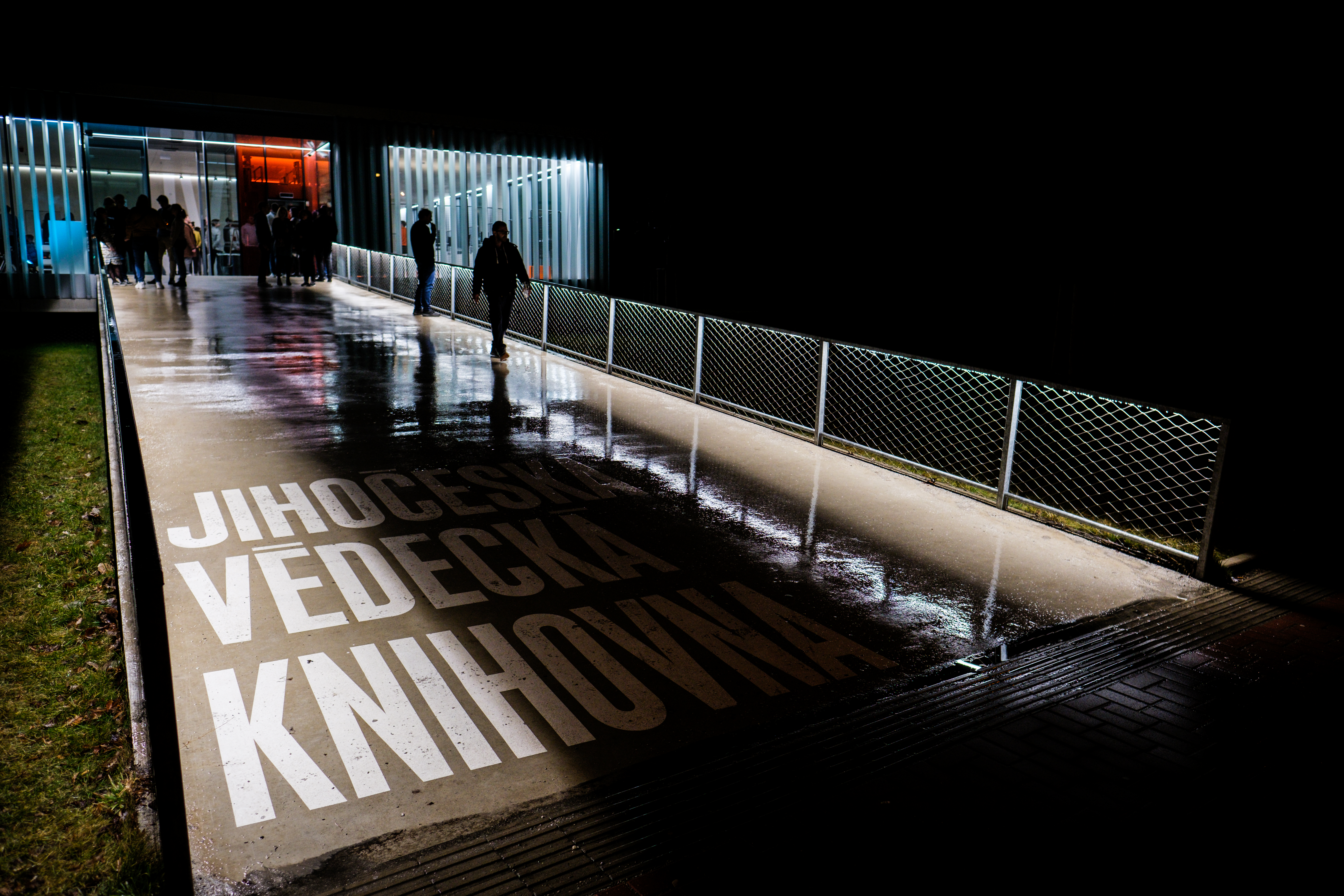
Vstup do knihovny novou budovou

Mgr. Ivo Kareš se narodil 26. května 1964 v Českých Budějovicích. Po absolvování gymnázia vystudoval Pedagogickou fakultu v Českých Budějovicích. Jako učitel a výchovný poradce působil do roku 1997 ve školství. Po úspěšném konkurzu nastoupil do funkce odborného náměstka ředitelky Jihočeské vědecké knihovny v Českých Budějovicích. Po jejím odchodu do důchodu v roce 2012 úspěšně absolvoval výběrové řízení na místo ředitele Jihočeské vědecké knihovny. Do funkce byl jmenován od 1. listopadu 2012. Na postu náměstka i ředitele knihovny se zajímal zejména o rozšiřování služeb pro uživatele knihovny, o zavádění moderních informačních technologií a zkvalitnění a zrychlení služeb knihovny pro uživatele. Podílel se na přípravě podkladů pro přístavbu Jihočeské vědecké knihovny na Lidické třídě v Českých Budějovicích, která byla, podle projektu ateliéru Kuba & Pilař architekti s.r.o., postavena v letech 2019 až 2021.
Velmi aktivně se zasazuje o trvalé zlepšování služeb knihovny. V celostátním a regionálním tisku publikuje odborné články, spolupracuje s Českým rozhlasem České Budějovice při přípravě literárních pořadů. S Mgr. Janem Marešem je spoluautorem ojedinělého elektronického projektu Kohoutí kříž – průlomového díla v oblasti zpřístupnění šumavské německé literatury, pro který též pořizuje fotografie ze současnosti i z archivů a matrik. Je autorem řady přednášek o regionální historii a literatuře, ve spolupráci s Museem Fotoateliér Seidel připravoval kurz o staré Šumavě na univerzitě třetího věku při Zdravotně-sociální fakultě Jihočeské univerzity. Je členem Ústřední knihovnické rady – poradního orgánu ministra kultury, členem Rady Sdružení knihoven České republiky, předseda sekce pro služby Sdružení knihoven České republiky. Žije v Českých Budějovicích.

### Ocenění - osobní
- 2015 Medaile Z.V. Tobolky udělená Sdružením knihoven České republiky za významný přínos českému knihovnictví [15]
- 2018 Šumava Litera, Zvláštní cena (společně s Mgr. Janem Marešem) za mimořádný přínos šumavské literatuře (elektronická kniha Kohoutí kříž)
- 2021 Medaile Adalberta Stiftera Sudetoněmeckého krajanského sdružení za přínos k šumavské literatuře a za spolupráci

### Ocenění Jihočeské vědecké knihovně za výsledky, na kterých se osobně podílel:
- 2003 Cena Ministerstva kultury ČR v soutěži Knihovna roku 2003 v kategorii významný počin v oblasti poskytování veřejných knihovnických a informačních služeb za vydávání elektronické knihy "Kohoutí kříž"
- 2014 Cena Ministerstva kultury ČR v soutěži Knihovna roku 2014 v kategorii významný počin v oblasti poskytování veřejných knihovnických a informačních služeb za k zavedení e- výpůjček v Jihočeské vědecké knihovně[16]
- 2016 Cena Ministerstva kultury ČR v soutěži Knihovna roku v kategorii významný počin v oblasti poskytování veřejných knihovnických a informačních služeb za vytvoření a rozvíjení projektu celostátního významu (obálky knih) – uděleno zároveň i Moravské zemské knihovně v Brně.

## Dílo – výběrově
- KAREŠ, Ivo a VLČKOVÁ, Marcela. Udělali jste si během Týdne knihoven čas na čtení? Českobudějovické listy, 1999.
- KAREŠ, Ivo, Mareš Jan: Kohoutí kříž: šumavské ozvěny = 's Hohnakreiz : des Waldes Widerhall [elektronický zdroj]. České Budějovice: Jihočeská vědecká knihovna, [2001-?].
- KAREŠ, Ivo, ŠPINAR, Jindřich: Digitalizace historických map v Jihočeské vědecké knihovně. Čtenář, 2009, 61(7-8), s. 283-286
- VODĚROVÁ, Hana, KAREŠ, Ivo: Elektronická kniha Kohoutí kříž. In: Vítaný host na Šumavě a v Českém lese. 2010, 2, s. 10 a 11. ISSN 1802-3622
- KAREŠ, Ivo: Rožmberkové v literatuře. Čtenář, 2011, 63(12), s. 450
- Kareš, Ivo. Meziknihovní výpůjční služby: šance na změnu = Interlibrary loan: chance to changes. Knihovny současnosti [20]14: sborník z 22. konference, konané ve dnech 9. až 11. září 2014 v areálu Univerzity Palackého v Olomouci. Ostrava: Sdružení knihoven ČR, 2014. s. 173-179. ISBN 978-80-86249-71-1
- KAREŠ, Ivo: Elektronická kniha Kohoutí kříž. Duha: informace o knihách a knihovnách z Moravy, 2021, 35(1), s. 33-35. ISSN 0862-1985

### Externí zdroje
- Průvodce šumavskými stránkami
- Kohoutí kříž